# Freddot Carlsson Andersson
Freddot Fredric Carlsson Andersson, född 2 oktober 1972 i Upplands Väsby kommun, är en svensk författare, skribent, illustratör och bildkonstnär. Till vardags arbetar han inom socialpsykiatrin. Debutromanen Attraktivt område utkom på Ordfront förlag i januari 2025. En serie akrylmålningar visades våren 2024 på Galleri Killgissa i Stockholm.
Boken B-laget: Rapport från ett utanförskap, utgiven 2022, är en skildring av hur det kan vara att leva med NPF-diagnos och hur tillvaron kan se ut för den som  inte passar in i ett system där allt högre krav ställs på flexibilitet och stresstålighet. Personliga betraktelser växlas med nedslag i forskning och populärkultur. Boken fick ett positivt mottagande.